# Giuseppe Barzaghi
Giuseppe Barzaghi (OP; Monza, 5 marzo 1958) è un teologo, filosofo e frate domenicano italiano.
Egli è docente di filosofia teoretica presso lo Studio Filosofico Domenicano di Bologna e di teologia dogmatica presso la Facoltà di Teologica dell’Emilia-Romagna.
Padre Barzaghi è inoltre professore presso la Scuola di anagogia, fondata dal cardinale Giacomo Biffi. In gioventù fu allievo del filosofo Gustavo Bontadini e successivamente divenne interlocutore privilegiato di Emanuele Severino sulle problematiche relative all’esistenza di Dio e sul Cristianesimo.

## Biografia
Giuseppe Barzaghi è nato a Monza il 5 marzo 1958. Dopo la maturità classica, è entrato nell'Ordine dei Frati Predicatori (Domenicani), proseguendo il proprio percorso formativo presso lo Studio Filosofico Domenicano di Bologna.
Successivamente ha conseguito la laurea in filosofia presso l’Università Cattolica del Sacro Cuore di Milano, dove ha studiato sotto la guida dei docenti Gustavo Bontadini e Antonio Bausola. Ha poi ottenuto il dottorato in teologia presso la Pontificia Università San Tommaso d’Aquino (Angelicum) di Roma.
È stato ordinato sacerdote nel 1988 a Bologna.
Padre Barzaghi è docente di filosofia teoretica presso lo Studio Filosofico Domenicano di Bologna e di teologia dogmatica presso la Facoltà di Teologica dell’Emilia-Romagna. In precedenza ha insegnato anche teologia presso l’Università Cattolica di Milano ed ha inoltre tenuto corsi di specializzazione presso la Pontificia Università San Tommaso d’Aquino.
È stato inoltre il direttore della rivista “Divus Thomas” dal 1992 al 2009

## Il pensiero
Nella sua opera Oltre Dio, Barzaghi si interroga dapprima sull’essenza del cristianesimo per giungere ad affermare la necessità, per il credente, di assumere alcune fondamentali posizioni filosofiche riguardo alla vera comprensione della realtà: «Se il Cristianesimo è essenzialmente la partecipazione della vita di Dio, cioè della vita eterna, per comprenderlo occorrerà porsi dal punto di vista di Dio, cioè dell’eterno» (p. 13). Secondo Barzaghi, l’Essere assoluto «non può essere inteso come qualcosa accanto ad altre cose, e conseguentemente diviene il punto di vista rigoroso per l’ispezione del tutto» (p. 17). In questo senso, la filosofia di Emanuele Severino, che si presenta come alternativa al teismo, offre in realtà per Barzaghi il fianco a un nuovo percorso argomentativo in favore dell’esistenza di Dio (un Dio però non inteso come oggetto: da qui il titolo dell’opera, che evoca esplicitamente un’espressione di Dionigi): se ogni cosa è eterna, e tale dunque è anche il suo apparire, esso deve continuare ad apparire, eternamente, anche quando “non appare”. «Dunque – afferma il filosofo –, se tale apparire non permane nell’orizzonte dell’apparire che è la mia coscienza, perché consta l’apparire-scomparire dell’ente, deve comunque continuare ad apparire […] in modo determinatissimo, dunque alla sola scienza di Dio cui eternamente appaiono gli eterni. Non ammettere questa scienza di Dio, cioè Dio, significa ammettere che l’apparire, che è pur un non-niente, sia un niente nel momento in cui non appare più determinatamente, individualmente» (p. 24). Questa scienza – chiamata nel linguaggio tomista scientia Dei visionis – «ha la fisionomia dell'apparire infinito di cui parla Severino nei suoi scritti» (p. 17).
Nel pensiero barzaghiano, il punto di vista sub specie aeternitatis (dal punto di vista dell’eternità) diventa la condizione imprescindibile di tutta la riflessione teologica e filosofica. In teologia, solo questa prospettiva riesce a rendere metafisicamente plausibile l’affermazione rivelata dell’«Agnello immolato nella stessa fondazione del cosmo» di cui parla il libro dell’Apocalisse, così da poter parlare di una «inseità redentiva dell’atto creatore». Nella riflessione filosofica, poi, la prospettiva sub specie aeternitatis consente di avere uno sguardo «dialetticamente onninclusivo», per cui ogni ente rispecchia in sé l’eternità del tutto e di ogni altro ente secondo la nozione di exemplar.
Ne Il fondamento teoretico della sintesi tomista, Barzaghi propone appunto l’idea di exemplar come cardine speculativo, approfondendo e oltrepassando la proposta di S. M. Ramírez, neotomista spagnolo (1891-1967) di individuare nella “dottrina dell'ordine” la struttura più sintetica di tutto il pensiero di Tommaso d'Aquino. L'exemplar rappresenta «il minimo di complessità per muoversi nel massimo della complessità» (p. 31). Ma per compiere questa operazione di analisi, occorre esprimersi attraverso l'analogia, «riflesso logico gnoseologico dell’ordine ontologico [e] mezzo inventivo ed espressivo del conoscere» (p. 47), che acquisisce conseguentemente una notevole importanza nel pensiero di Barzaghi. Nell'esemplare (exemplar) si trova il centro della spiegazione causale, dal momento che in esso si presenta in modo simultaneo tutto l’ordine che lega le cause aristoteliche: il fine, l’agente che intende il fine, la forma implicata, e la materia che la deve accogliere. E l’esemplare trascende la mera dimensione funzionalistica: in quanto contiene tutto (compreso l'esemplante nel suo riferirsi all’esemplato), è una totalità, e possiede quindi caratteristiche di liberalità e assolutezza: è «sottratto alla dipendenza e al dominio» (p. 90). In una frase, che sintetizza bene il punto di vista anagogico della filosofia e della teologia di Barzaghi: «Dio, conoscendo se stesso, conosce tutte le possibili realizzazioni similitudinarie della propria essenza, cioè tutte le essenze create e creabili» (p. 96). Seguendo infine l’esempio specifico di Bontadini, suo maestro, egli fa risiedere nell’atto creatore intemporale la consistenza della totalità delle cose, cioè delle creature, giacché queste sono «nulla come aggiunta a Dio» (p. 98). Secondo tale prospettica dell'exemplar, si può così realizzare, senza aporie dogmatiche, la visione del Deus omnia in omnibus (Dio tutto in tutto).

## Il dibattito con Severino
Il primo dibattito fra Giuseppe Barzaghi ed Emanuele Severino avvenne nel 1995 nella forma di disputa tra le posizioni della teologia cattolica tomista e quelle della filosofia severiniana. Il dibattito trovò, al di là delle aspettative degli organizzatori, alcuni punti di possibile convergenza, che portarono il filosofo-teologo alla pubblicazione di Soliloqui sul divino (1997), in cui Barzaghi cercò per la prima volta di rileggere le intuizioni di Severino in un modo che egli definirà più tardi voler essere quello con cui Tommaso d'Aquino, filosofo e teologo cristiano, leggeva e faceva tesoro dell’insegnamento filosofico di Aristotele, filosofo pagano. 
Ciò rese il rapporto fra i due pensatori un dialogo di reciproca conoscenza e stima. Il 2 novembre 1999 Severino dedicò a Barzaghi un articolo sul Corriere della Sera, in cui indicava il sacerdote monzese come il fautore del più interessante tentativo di riportare la sua filosofia al contesto cristiano da cui si era volontariamente staccato. In tale articolo, il filosofo (la cui teoria rappresenta il tentativo di superamento dello scontro tra ateismo e fede religiosa, in quanto ricerca di una verità assoluta) definiva “aperto” il dilemma sulla possibilità o meno per il cristianesimo di porsi come casa abitabile per l’uomo contemporaneo, a patto però di diradare, sull’esempio di Barzaghi, la nebbia che circonda il discorso religioso attraverso una ripulitura dei concetti a partire dal punto di vista dell’eterno. Indubbiamente Severino vide una sorta di Panenteismo in alcuni aspetti del pensiero del filosofo tomista, che potevano in qualche modo essere compatibili con la propria filosofia. Seguirono poi altri dibattiti pubblici, come quello del 29 novembre 2001 a Milano e quello del 12 giugno 2015 a Bologna.

## Opere

### Libri
*Metafisica della cultura cristiana, ESD, Bologna 1990.
*La meditazione, ESD, Bologna 1992.
* L’essere, la ragione, la persuasione, ESD, Bologna 1994.
* La filosofia della predicazione, ESD, Bologna 1995.
* Dio e ragione. La teologia filosofica di S.Tommaso d’Aquino, ESD, Bologna 1996.
* Dialettica della Rivelazione. Proposta di una sistematica teologica, ESD, Bologna 1996.
*Versione polacca de La filosofia della predicazione…
*Metafisica della cultura cristiana (seconda ed. con Appendice su Il concetto di arte), ESD, Bologna 1996.
*Diario di metafisica. Concetti e digressioni sul senso dell’essere, ESD, Bologna 1997.
*Soliloqui sul divino. Meditazioni sul segreto cristiano, ESD, Bologna 1997.
* La filosofia a schede. Compendio di logica, metafisica, cosmologia, antropologia, etica, ESD, Bologna 1998.
*L’essere, la ragione, la persuasione, ESD, Bologna 1998 (seconda ed.).
*Philosophia. Il piacere di pensare, Il Poligrafo, Padova 1999.
*Oltre Dio, ovvero omnia in omnibus.
*Pensieri su Dio, il divino, la Deità, Barghigiani editore, Bologna 2000.
*Maestro Eckhart, ed. San Paolo, Cinisello Balsamo 2002.
*Anagogia. Il Cristianesimo sub specie aeternitatis, ETC, Modena 2002.
*Compendio di storia della filosofia, Istituto Veritatis Splendor (pro munuscripto), Bologna 2003.
*Lo sguardo di Dio. Saggi di teologia anagogica, Prefazione del Card. Giacomo Biffi, Edizioni Cantagalli, Siena 2003, pp.469.
*Compendio di storia della filosofia, ESD, Bologna 2006.
*Compendio di filosofia sistematica, ESD, Bologna 2006.
*La geografia dell’anima. Lo scenario dell’agone cristiano, ESD, Bologna 2008.
*La Somma Teologica di San Tommaso d’Aquino in Compendio, ESD, Bologna 2009; 20172.
*Compendiu de filosofie sistematică, Editura ARCB, Bucureşti 2010.
*Compendiu de istoria filosofiei, Editura ARCB, Bucureşti 2010.
*La Fuga. Esercizi di Filosofia, ESD, Bologna 2010.
*Lo sguardo della sofferenza, ESD, Bologna 2011.
*L’intelligenza della fede. Credere per capire, sapere per credere, ESD, Bologna 2012.
*Lo sguardo di Dio. Nuovi saggi di teologia anagogica. Prefazione del Card. Giacomo Biffi, ESD, Bologna 2012.
*La Somma Teologica di Tommaso d’Aquino in un Soffio, ESD, Bologna 2013.
*L’originario. La culla del mondo, ESD, Bologna 2015. Tommaso
*Il fondamento teoretico della sintesi tomista. L’Exemplar, ESD, Bologna 2015.
*La Trinità. Mistero giocato tra i riflessi, ESD, Bologna 2016.
*Diario di metafisica, ESD, Bologna 2016².
*La maestria contagiosa. Il segreto di d’Aquino, ESD, Bologna 2017.
*Il Riflesso. La filosofia dove non te l’aspetti o il Rosario in filosofia, ESD, Bologna 2018.
*Lezioni di dialettica. E l’esame di coscienza, ESD, Bologna 2019.
*La Somma Teologica di Tommaso d’Aquino in un Soffio, ESD, Bologna 20202 (con schema).
*La Fuga. Esercizi di filosofia e di Anagogia, ESD, Bologna 2020² (ampliata).
*Compendio di storia della filosofia, ESD, Bologna 20243 (ampliata).
*La vita semplice. Guardare, ascoltare, scrivere, parlare. Il Quadrivio dell’anima raccolta, ESD, Bologna 2024.
*Compendio di filosofia sistematica, ESD, Bologna 2024 (ampliata).

### Contributi e articoli (lista parziale)
- Il bene comune secondo S.Tommaso d’Aquino, in “Communio” 157 (1998), pp. 30-39.
- L’alterità tra mondo e Dio: la verità dell’essere e il divenire (conferenza-dibattito con Emanuele Severino), in “Divus Thomas” 3 (1998), pp. 57-81.
- Ambientazione teologica del concetto di “gioia” severiniano, in I. Valent (a cura di), Cura e la salvezza. Saggi dedicati a Emanuele Severino, Bergamo, Moretti & Vitali, 2000, pp. 229-243.
- I fondamenti metafisici della mistica, in M. Vannini (ed.), Mistica d’oriente e occidente oggi, Milano, Paoline, 2001, pp. 11-31.
- La potenza obbedienziale dell’intelletto agente come chiave di volta del rapporto fede-ragione, in “Angelicum” 2 (2003), pp. 271-307.
- Articolazione teoretica della teologia trinitaria in chiave tomistica, in A. Petterlini, G. Brianese, G. Goggi (a cura di), Le parole dell’Essere. Per Emanuele Severino, Milano, Bruno Mondadori, 2005, pp. 57-74.
- Desiderio e abbandono. Maestro Eckhart e Tommaso d’Aquino: le due facce di un'unica metafisica, in C. Ciancio (a cura di), Metafisica del desiderio, Milano, Vita e Pensiero, 2003, pp. 173-201.
- Anagogia epistemica, in R. Serpa (a cura di), Antropologia, metafisica, teologia. Studi in onore di Battista Mondin, filosofo, teologo, ciclista, Bologna, ESD, 2003, pp. 33-367.
- L’unum argumentum di Anselmo d’Aosta e il fulcro anagogico della metafisica. Essere logici nel Logos, in T. Rossi (a cura di), Figurae fidei. Strategie di ricerca nel Medioevo, Studi 2003, Roma, Angelicum University Press, 2003, pp. 99-123.
- Anagogia: voce in “Enciclopedia Filosofica”, Milano, Ed. Bompiani, 2006.
- L’epistemologia teologica di Tommaso d’Aquino. Analisi e approfondimento, in G. Grandi – L. Grion (a cura di), Rivelazione e conoscenza, Soveria Mannelli, Rubbettino, 2007, pp. 43-78.
- L’intero antropologico. Con Gentile oltre Gentile verso una rifondazione metafisica dell’antropologia tomista. Ovvero le virtualità tomistiche del discorso filosofico sull’autocoscienza e la corporeità umana, in “Divus Thomas” 1 (2007), pp. 29-48.
- Il luogo poetico e contemplativo del sapere filosofico-teologico. L’anima del giudizio scientifico, in “Divus Thomas” 2 (2007), pp. 186-220.
- Mistica cristiana come estetica assoluta, in AA.VV., Mistica forum, Bologna, Lombar Key, 2008, pp. 27-53.
- Fenomenologia, metafisica e anagogia, in “Divus Thomas” 2 (2008), pp. 11-21
- Il bisbiglio del “Logos” e il suo riflesso nella ragione, in “Divus Thomas” 1 (2009).
- Il destino sempiterno dell’Occaso. L’inseità mistica della ragione, in A. Olmi (a cura di), L’eredità dell’occidente. Cristianesimo, Europa, nuovi mondi, Firenze, Nerbini, 2010, pp. 12-25.
- La commozione come filosofia del valore. Saper nuotare negli affetti, in I. De Gennaro (ed.), Value. Sources and Readings on a Key Concept of the Globalized World, Leiden – Boston, Brill, 2012, pp. 349-358.
- L’ambiente invisibile della vita cristiana: il Fondamento, in V. Lagioia (a cura di), Storie di invisibili, marginali ed esclusi, Bononia University Press, Bologna 2012, pp. 19-24.
- Abitare teologicamente la natura. Lo sguardo metaforico di Tommaso d’Aquino, in I. De Gennaro, Sergiusz Kazmierski, Ralf Lüfter (a cura di), Wirtliche Ökonomie. Philosophische und dichterische Quellen (Erster Teilband), Nordhausen, Verlag Traugott Bautz, 2013.
- Teoresi e struttura. Riflessioni e approfondimenti sulla rigorizzazione bontadiniana, in “Divus Thomas” 2 (2014)
- Creazione dal nulla o relazione fondativa, in S. Pinna – D. Riserbato (a cura di) Fenomeno & Fondamento. Ricerca dell’Assoluto. Studi in onore di Antonio Margaritti, Città del Vaticano, Ed. vaticana, 2016, pp. 271-286.
- Anagogia e teoria del fondamento, in “Divus Thomas” 1 (2016), pp. 17-47.
- Metafora. La trasparenza nella trasposizione, in M. Raveri – L. V. Tarca (ed.), I linguaggi dell’Assoluto, Milano, Mimesis, 2018, pp. 31-44.
- L’eternità dell’essente in teologia, in G. Goggi – I. Testoni  (ed.), All’alba dell’eternità”. I primi 60 anni de ‘La Struttura Originaria’, Padova, Padova University Press, 2018, pp.10-11.
- Dibattito con E. Severino, in “Divus Thomas” 1 (2018), pp. 242-249; 270-278.
- Il quadro anagogico e i segreti della musica di J. S. Bach. La Ciaccona e il Contrappunto XIV de L’Arte della Fuga, in “Divus Thomas” 2 (2018), pp. 13-27.

## Qualifiche
- Cocio della pontificia accademia di S.Tommaso d’Aquino dal 1995.
- Membro della Associazione Studi Emanuele Severino (ASES) dal 2017.
- Direttore della rivista “Divus Thomas” (dal 1992 al 2009).
- Consigliere generale della Società internazionale Tommaso d’Aquino (SITA) dal 1995 al 2000.
- Preside dello S.T.A.B. (quadriennio 1995-1999)
- Membro del consiglio scientifico dell’Istituto di Studi Tomistici di Modena dal 1999
- Membro del Consiglio Scientifico dell’Istituto Veritatis Splendor dal 2000 al 2003. Riconfermato per il quadriennio 2003-2007.
- Condirettore della collana “Anagogia” delle Edizioni Cantagalli, 2003.
- Direttore della Scuola di Anagogia dal 2003.
- Coordinatore del dipartimento di teologia sistematica della Facoltà Teologica dell’Emilia-Romagna 2004/2005
- Membro della Associazione Studi Emanuele Severino (ASES) dal 2017.
- Moderatore degli studi istituzionali delle province domenicane d’Italia (dal 2005 al 2007)
- Reggente degli studi della Provincia S.Domenico in Italia 2005-2009
- Direttore dello Studio Filosofico Domenicano di Bologna dal 2021/2022
- Docente stabile presso la Facoltà Teologica dell’Emilia-Romagna dal 2004/05.
- Docente di teologia dal 1991; stabile straordinario (S.T.A.B) dal 1996 al 2004.
- Docente di introduzione alla teologia presso l’Università Cattolica (MI) dal 1992 al 2001
- Docente stabile di filosofia presso lo STAB e SFD dal 1984/85.
- Docente invitato presso la Pontificia Università S. Tommaso d’Aquino in Roma (dal 2002 al 2006)
- Docente di ontologia e teologia razionale presso l’Istituto di studi tomistici di Modena (dal 1999 al 2002)